# Mihai Mereuță
Mihai Mereuță (n. 29 noiembrie 1924, Santa Mare, Botoșani, România – d. 1 aprilie 2003, București, România) a fost un actor român.

## Activitate
A fost absolvent al Conservatorului din Iași (promoția 1948). 
A primit confirmarea talentului actoricesc pe scena Teatrului Municipal din Ploiești (actualmente Teatrul Toma Caragiu), în rolul Cetățeanului turmentat din piesa O scrisoare pierdută de Ion Luca Caragiale. În 1957, la solicitarea Luciei Sturdza Bulandra, actorul vine pe scena bucureșteană. Va juca alături de: Ion Caramitru (Tineri căsătoriți caută cameră), Mariana Mihuț (Interviu), Toma Caragiu și Margareta Pâslaru (Opera de trei parale).
Ultimul rol important în care a putut fi aplaudat a fost cel din piesa Boabe de rouă pe o frunză de lotus în bătaia lunii, jucată pe scena Teatrului Național din București, în regia lui Gelu Colceag.
Activitatea în lumea teatrului a fost completată de sute de piese radiofonice și de peste cincizeci de roluri ca actor de film. Mai semnificativă este implicarea lui Mereuță ca actor în peliculele: Unde fugi, maestre?, Doi haiduci și o crâșmăriță (1992), Liceenii rock 'n' roll (1992), Liceenii (1987), Masca de argint (1985), Misterele Bucureștilor (1983), Trandafirul galben (1982).
Mihai Mereuță a încetat din viață în data de 1 aprilie 2003, la Spitalul de Urgență Floreasca, în urma unui stop cardiac.
Măriuca Talpeș, soția lui Florin Talpeș, este fata lui Mihai Mereuță.

## Filmografie
- Erupția (1957)
- Secretul cifrului (1959)
- Telegrame (1960)
- Când primăvara e fierbinte (1960)
- Setea (1961)
- Străzile au amintiri (1962)
- Lumină de iulie (1963)
- Codin (1963)
- Pădurea spînzuraților (1965)
- Cartierul veseliei (1965)
- Amintiri din copilărie (1965)
- Serbările galante (1965)
- Vremea zăpezilor (1966)
- Apoi s-a născut legenda (1968)
- Doi bărbați pentru o moarte (1970)
- Petrecerea (1970) (TV)
- Mihai Viteazul (1971) - Ieremia Movilă
- Haiducii lui Șaptecai (1971)
- Zestrea domniței Ralu (1971)
- Facerea lumii (1971)
- Asediul (1971)
- Frații (1971)
- Cu mîinile curate (1972) - Șchiopu
- Aventurile lui Babușcă (1973)
- Vifornița (1973)
- Proprietarii (1973)
- Păcală (1974) - perceptorul
- Tatăl risipitor (1974)
- Pe aici nu se trece (1975)
- Cantemir (1975)
- Revoltă în cosmos (Im Staub der Sterne, 1976)
- Osînda (1976)
- Serenadă pentru etajul XII (1976)
- Tufă de Veneția (1977)
- Misterul lui Herodot (1977)
- Marele singuratic (1977)
- Războiul Independenței (Serial TV) (1977)
- Curcanii (1977), de Grigore Ventura, regia Virgil Bradateanu, Anca Ovanez-Dorosenco
- Mînia (1978)
- Ecaterina Teodoroiu (1978)
- Totul pentru fotbal (1978)
- Al patrulea stol (1979)
- Vis de ianuarie (1979)
- Vacanță tragică (1979)
- Ultima frontieră a morții (1979)
- Ora zero (1979)
- Iancu Jianu zapciul (1981)
- Iancu Jianu haiducul (1981)
- Sing, Cowboy, Sing (1981)
- Am o idee!... (1981)
- Trandafirul galben (1982)
- Pădurea nebună (1982)
- Misterele Bucureștilor (1983)
- Masca de argint (1985)
- Liceenii (1986) - nea Pandele
- Un studio în căutarea unei vedete (1989)
- Taina jocului de cuburi (1990)
- Liceenii Rock'n'Roll (1991) - nea Pandele
- Doi haiduci și o crâșmăriță (1993)
- Dănilă Prepeleac (1996)

## Distincții
- Medalia Muncii (28 ianuarie 1954) „cu ocazia împlinirii a cinci ani de activitate a Teatrului de Stat din Arad, Teatrului de Stat din Brăila, Teatrului Maghiar de Stat din Cluj, Teatrului Evreesc de Stat din București, Teatrului Maghiar de Stat din Oradea, Teatrului de Stat din Ploești, Teatrului de Stat din Pitești, Teatrului de Stat din Reșița, Teatrului de Stat din Sibiu, Teatrului Maghiar de Stat din Sf. Gheorghe, Teatrului de Stat din Orașul Stalin, Teatrului Secuesc de Stat din Târgu Mureș, Teatrului Evreesc de Stat din Iași, Teatrului de Stat din Timișoara și pentru merite în activitatea artistică”[4]